# Mercedes Aráoz
Mercedes Rosalba Aráoz Fernández (sinh ngày 5 tháng 8 năm 1961) là một nhà kinh tế, giáo sư, chính trị gia người Peru, Phó Tổng thống thứ hai (và duy nhất) của Peru kể từ ngày 23 tháng 3 năm 2018, cũng như Thủ tướng, từ ngày 17 tháng 9 năm 2017 đến ngày 2 tháng 4 năm 2017, 2018. Bà giữ chức Bộ trưởng Bộ Ngoại thương và Du lịch từ năm 2006 đến tháng 7 năm 2009, sau đó bà được bổ nhiệm làm bộ trưởng tài chính của Peru.
Vào tháng 4 năm 2016, Aráoz đã được bầu làm Dân biểu cho năm 2016-2021. Vào tháng 6 năm 2016, Pedro Pablo Kuczynski được bầu làm Tổng thống Peru và Aráoz làm phó tổng thống thứ hai.
Vào ngày 30 tháng 9 năm 2019, Quốc hội Cộng hòa Peru đã tuyên bố đình chỉ tổng thống của Martín Vizcarra và chỉ định Aráoz làm quyền tổng thống của Peru thông qua một quá trình tranh chấp. Các nguồn tin chính phủ cho rằng việc đình chỉ này là vô hiệu, vì quốc hội đã bị giải tán hàng giờ trước đó bởi Vizcarra, người thay thế Kuczynski làm Tổng thống sau khi từ chức sau vụ bê bối tham nhũng năm 2018. Các lực lượng vũ trang Peru tiếp tục công nhận Vizcarra là tổng thống Peru và là người đứng đầu lực lượng vũ trang. Aráoz đã từ chức tổng thống lâm thời vào ngày sau ngày 1 tháng 10 năm 2019

## Cuộc sống và giáo dục sớm
Aráoz được sinh ra ở Lima. Cô theo học tại trường St. Mary (Magdalena del Mar, Lima)
Aráoz học kinh tế tại Đại học Thái Bình Dương ở Lima. Sau đó, cô lấy bằng Thạc sĩ Kinh tế và hoàn thành bằng Tiến sĩ Kinh tế tại Đại học Miami.

## Sự nghiệp học tập
Bà là giáo sư chính của Kinh tế quốc tế tại Đại học Thái Bình Dương và là thành viên của Trung tâm nghiên cứu. Cô cũng là giáo sư tại Học viện Ngoại giao Peru.
Bà đã làm nhà tư vấn với nhiều tổ chức quốc tế bao gồm Ngân hàng Thế giới, Hội nghị Thương mại và Phát triển Liên Hợp Quốc (UNCTAD), Tổ chức các quốc gia châu Mỹ (OAS) và CAF - Ngân hàng phát triển của Mỹ Latinh.

## Sự nghiệp
Araos là phó giáo sư kinh tế quốc tế tại Đại học Thái Bình Dương và là thành viên của trung tâm nghiên cứu trường đại học. Cô cũng là một giáo sư tại Học viện Ngoại giao Peru. Trong sự nghiệp chuyên nghiệp của mình, bà từng là Chủ tịch Ủy ban xúc tiến xuất khẩu và xúc tiến du lịch (PROMPERU), Phó chủ tịch Hội đồng cạnh tranh quốc gia (PERU COMPITE) và Giám đốc Cơ quan xúc tiến đầu tư tư nhân (PROMPERU).
Năm 2005, với tư cách là giám đốc điều hành của Hội đồng cạnh tranh quốc gia, bà đã phát triển Kế hoạch cạnh tranh quốc gia Peru. Trước đây, với tư cách là cố vấn cho thứ trưởng ngoại thương, cô là thành viên của nhóm đàm phán hiệp định thương mại tự do giữa Peru và Hoa Kỳ.
Araos là chủ tịch của Nhóm đàm phán chính sách cạnh tranh cho Khu vực thương mại tự do ở châu Mỹ (FTAA), đồng thời là chủ tịch của nhóm đàm phán chống bán phá giá và đối kháng FTAA. Bà cũng từng là Phó Chủ tịch Ủy ban Kiểm soát Xả và Trợ cấp tại Viện Bảo vệ Cạnh tranh và Bảo vệ Sở hữu Trí tuệ (INDECOPI), cố vấn cho một số tổ chức quốc tế như Ngân hàng Thế giới, Ngân hàng Phát triển Liên Mỹ, Tập đoàn Phát triển Andean và UNCTAD.
Vào tháng 11 năm 2011, Araos được bổ nhiệm làm Đại diện của Ngân hàng Phát triển Liên Mỹ tại Mexico và giữ vị trí này từ ngày 1 tháng 1 năm 2012 đến 2015.

## Chức vụ trong chính phủ
Vào ngày 28 tháng 7 năm 2006, Araos được Tổng thống Alan Garcia bổ nhiệm làm Bộ trưởng Ngoại thương và Du lịch. Trong nhiệm kỳ của mình, cô đã đàm phán thương mại tự do với Hoa Kỳ, Canada, Singapore, Liên minh Châu Âu, Trung Quốc, Nhật Bản, Hàn Quốc, Thái Lan và Chile.
Trong số những thành tựu lãnh đạo của nó trong lĩnh vực du lịch, có một chiến dịch công nhận Machu Picchu trong số bảy kỳ quan mới của thế giới. Bà giữ vị trí này trong các văn phòng của thủ tướng Jorge del Castillo và Eude Simon. Ngày 10 tháng 7 năm 2009 rời khỏi bài này.